# Inchy
Inchy – miejscowość i gmina we Francji, w regionie Hauts-de-France, w departamencie Nord.
Według danych na rok 1990 gminę zamieszkiwało 841 osób, a gęstość zaludnienia wynosiła 216 osób/km² (wśród 1549 gmin regionu Nord-Pas-de-Calais Inchy plasuje się na 616. miejscu pod względem liczby ludności, natomiast pod względem powierzchni na miejscu 772.).